# Moses Székely

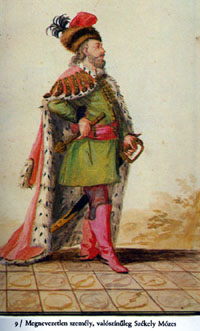
Moses Székely

Moses Székely (ungarisch: Székely Mózes; * ca. 1553 in Székelyudvarhely (dt. Oderhellen); † 17. Juli 1603 bei Brassó (dt. Kronstadt)) war 1603 Fürst von Siebenbürgen. Er sollte der einzige Fürst aus einer Familie der Szekler werden und neben Johann Sigismund der zweite aus der unitarischen Konfessionsfamilie.

## Leben
Moses Székely wurde um 1553 in Székelyudvarhely (dt. Oderhellen) im Szeklerland im östlichen Siebenbürgen geboren. Sein Vater János Székely Literáti war Teil des szeklerischen Adels und wurde 1568 von Fürst Johann Sigismund zum Vorsteher (ung.  Ispán) einer Salzkammer berufen. Entsprechend war Székely in seinen frühen Jahren im Salzhandel tätig. Nachdem Johann Sigismund zum (radikal-reformatorischen) Unitarismus konvertiert war, folgten ihm auch große Teile des Adels, darunter auch Moses Székely.

### Unterstützer des Fürstenhauses Báthory
Nach dem Tod Johann Sigismund wählte der siebenbürgische Landtag am 25. Mai 1571 Stephan Báthory zum neuen Fürsten. Dies widersprach dem Wunsch Johann Sigismunds, der den unitarischen Magnaten Gáspár Bekes zu seinem Nachfolger bestimmt hatte. Bekes hatte die Unterstützung der Habsburger, stellte eine Arme auf und rückte 1573 für kurze Zeit in Siebenbürgen ein. 1575 löste Bekes einen Aufstand aus, der jedoch in der Schlacht bei Kerelőszentpál am 10. Juni 1575 mit Hilfe Stephan Báthorys Bruder Christoph Báthory niedergeschlagen wurde. Obgleich Bekes Unitarier gewesen war, unterstütze Moses Székely zusammen anderen unitarischen Magnaten den katholischen Báthory. Nach einer Legende, soll er den Fluss Maros (dt. Mieresch oder Marosch) bei Radnót (dt. Radnuten) mit einem Schwert im Mund durchschwommen und seinen Gegner in einem Duell umgebracht haben. Báthory ernannte Székely nach seinem Sieg zum Kommandeur seiner Szeklergarde. Székely begleitete Báthory 1575 auch auf seiner Reise nach Polen, wo das polnische Parlament (Sejm) Báthory am 14. Dezember 1575 zum neuen König wählte. Seine Nachfolger als Fürsten von Siebenbürgen wurde Christoph Báthory und Sigismund Báthory. 1582 wurde Székely zum Vorsteher (Ispán) der Salzkammer in Felsősófalva bestimmt. Zudem übernahm er Gutshöfe in Siménfalva und Lövéte. Seinen Stammsitz richtete er in Siménfalva ein. In Felsősófalva heiratete er auch seine erste Frau, die jedoch bald starb. Später heiratete er Anna Kornis aus dem Haus Kornis, mit der er die beiden Söhne István Székely und Moses Székely den Jüngeren bekommen sollte. Nach einer gescheiterten Belagerung der Festung Fascád Ende 1594 wurde Székely eine schwere Verletzung zugefügt. Ein Jahr später, im Juni 1595, nahm er an einer militärischen Unternehmen gegen die Osmanen in der Walachei teil.

### Politische Unruhen nach 1598
Nachdem Sigismund Báthory am 23. März 1598 als siebenbürgischer Fürst abgedankt und das Fürstentum im Tausch gegen die schlesische Territorien Oppeln und Ratibor dem römisch-deutschen Kaiser übergeben hatte, wurde das Fürstentum in politische Unruhen gestürzt. Székely sah die außenpolitischen Wende kritisch und positionierte sich zunächst auf Seiten des von Polen-Litauen und den Osmanen unterstützten ungarischen Kardinals Andreas Báthory, welcher Cousin des abgedankten Fürsten Sigismund Báthory gewesen war. Nachdem Andreas Báthory jedoch in der Schlacht von Schellenberg am 28. Oktober 1599 bei Hermannstadt gegen den mit dem römisch-deutschen Kaiser Rudolf II verbündeten walachischen Magnaten Mihai Viteazuls (Michael des Tapferen) verloren hatte, suchte Székely zunächst in der Festung Görgény Zuflucht und wechselte im Anschluss zu Mihai Viteazul über, der ihn dann zu seinem Statthalter in Siebenbürgen machte. Székely nahm entsprechend im Mai 1600 als Kommandeur an Mihai Viteazuls militärischer Unternehumg in der Moldau teil. Es zeigte sich jedoch bald, dass Mihai Viteazul seine Macht in Siebenbürgen nicht stabilisieren konnte. Die vor allem auf Unterstützung (Subsidien) des römisch-deutschen Kaisers gebaute Macht Mihai Viteazuls brach im Herbst 1600 zusammen, als die polnische Armee Moldau und die Walachei übernehmen konnte und Mihai Viteazul schließlich mit Unterstützung eines habsburgischen Heeres unter Georg Basta bei Mirăslău (ung. Miriszló) besiegen und aus dem Lande vertreiben konnte.
Siebenbürgen wurde von 1601 somit von Truppen des habsburgischen Generals Giorgio Basta kontrolliert. Székely trat (zusammen Gabriel Bethlen) gegen Basta auf, gewann die Unterstützung des Adels in Szeklerland, initiierte einen Aufstand und konnte mit Unterstützung türkisch-tatarischer Hilfstruppen im ersten Halbjahr 1603 Bastas Truppen aus Siebenbürgen vertreiben. Bereits 1602 hatte Székely die Burg Solymosvár (dt. Schojmosch) unter seine Kontrolle bringen können. Er konnte (mit Ausnahme einiger Orte der Siebenbürger Sachsen) nahezu das gesamte siebenbürgische Territorium zurückgewinnen. Am 15. April 1603 wählte ihn der Landtag zum Fürsten, den Fürstensitz übernahm er formell mit der Einnahme Klausenburgs am 9. Mai 1603. In der Schlacht von Brassó (dt. Kronstadt) am 17. Juli 1603 verlor er jedoch letztlich gegen den mit den Habsburgern verbündeten walachischen Fürsten Radu Șerban. In der Schlacht starben etwa 4.000 Szekler und ungarische Siebenbürgener, darunter auch Székely selbst. Infolge des ein Jahr später ausgebrochenen ungarischen Aufstand gegen die Habsburger wurde 1605 schließlich Stephan Bocskai Nachfolger als Fürst von Siebenbürgen.
Sein Sohn  Moses Székely der Jüngere wurde später unter Georg I. Rákóczi als möglicher Thronanwärter gehandelt.